# The Yellow Kid

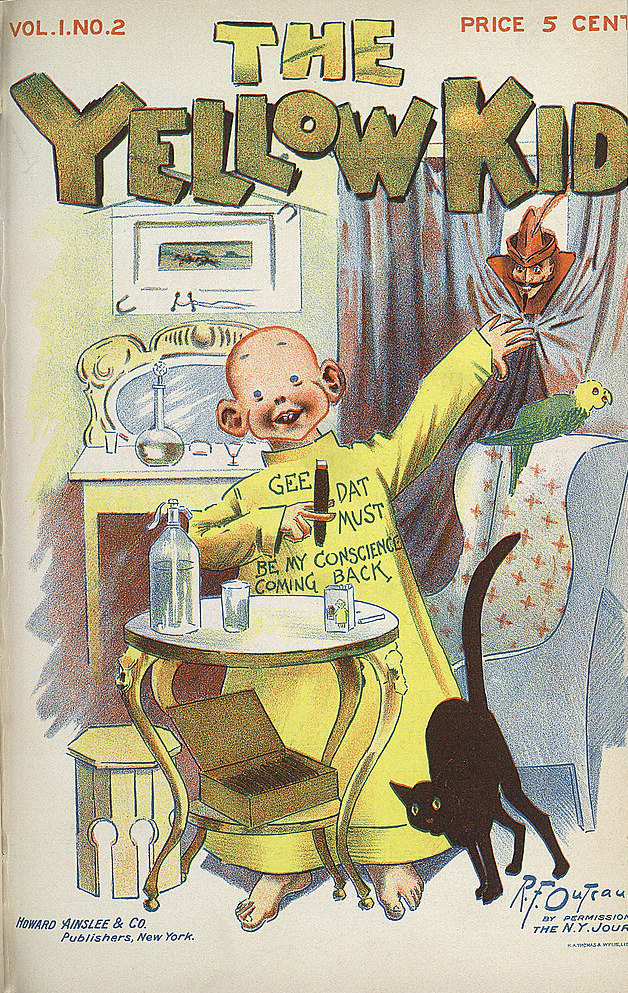
Gee Dat Must Be My Conscience Coming Back

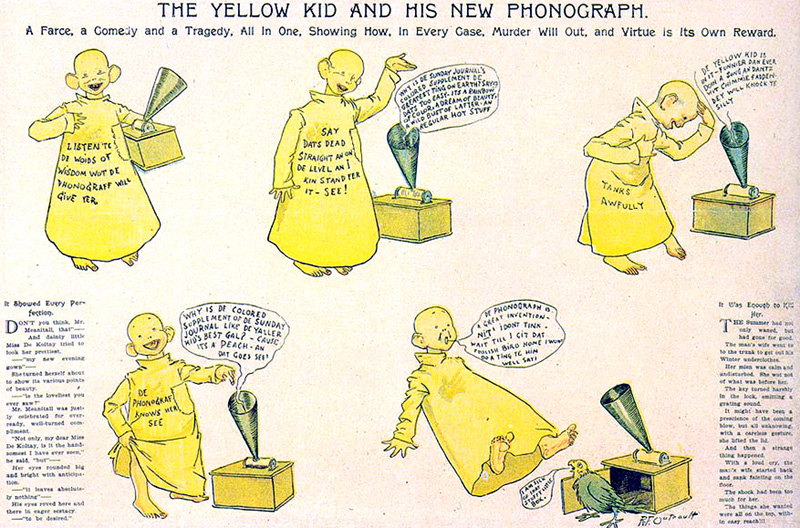
The Yellow Kid And His New Phonograph

The Yellow Kid was een Amerikaanse stripreeks uit 1895, getekend en geschreven door Richard F. Outcault.

## Geschiedenis
Hij verscheen voor het eerst in de krant New York World in 1895.
The Yellow Kid was een kaalkoppig jochie in nachtjapon en trad op in de strip Down Hogan's Alley, die bol stond van zijn kwajongensstreken. Illustrator Richard F. Outcault was de geestelijke vader van dit beeldverhaal.
Nu was er in die tijd een hevige concurrentiestrijd aan de gang tussen twee New Yorkse kranten om zo veel mogelijk lezers te trekken. Een van de nieuwigheden daarbij was de kleurendruk, die werd toegepast in de zondagse amusementsbijlage. Outcaults stripje werd gepubliceerd en hierin verscheen met enige regelmaat een kaal joch in nachtpon.
Na een jaar in een blauw nachthemd te hebben rondgelopen werd de kleur ten slotte geel vanwege de gebrekkige kleurendruktechnieken toentertijd. Daarop kreeg hij van het publiek de naam the yellow kid ("het gele joch"), hoewel Outcault zelf daarvan gruwde. The Yellow Kid kreeg langzamerhand een vaste plaats in de strip.
De aanwezigheid van vaste figuren in stripverhalen bleek als een magneet op krantenlezers te werken. De zondagsbladenoplages verdubbelden bijna en de kranteneigenaren smeten met kapitalen om de beste tekenaars aan te trekken.
Weldra verspeelde The Yellow Kid de sympathie van het volk, doordat hij zulke platvloerse grappen uithaalde in de New Yorkse achterbuurten. Toch had dit stripfiguur zijn werk reeds gedaan, getuige de tekenaars en hun werkgevers.